# Red Roses for a Blue Lady and Other Compositions for Accordion
Red Roses for a Blue Lady and Other Compositions for Accordion je tretji in zadnji EP slovenskega harmonikarja Jožeta Kampiča. Album je bil izdan leta 1968 pri češkoslovaški založbi Supraphon. Kampiča na harmoniki je spremljal Simfonični orkester RTV Ljubljana pod taktirko Maria Rijavca, ki je tudi aranžiral skladbi »Red Roses for a Blue Lady« in »Hora Staccato«.
»Hora Staccato« je leta 2001 ponovno izšla pri ZKP RTV Slovenija na Kampičevem kompilacijskem albumu Za ljubitelje swinga.

## Seznam skladb
| A stran | A stran          | A stran          | A stran |
| Št.     | Naslov           | Pisec            | Dolžina |
| ------- | ---------------- | ---------------- | ------- |
| 1.      | „Polka Italiana‟ | Peppino Principe | 1:50    |
| 2.      | „Valse 63‟       | M. Hausser       | 2:20    |

| B stran | B stran                     | B stran                    | B stran |
| Št.     | Naslov                      | Pisec                      | Dolžina |
| ------- | --------------------------- | -------------------------- | ------- |
| 1.      | „Red Roses for a Blue Lady‟ | Sid Tepper/Mario Rijavec   | 2:00    |
| 2.      | „Hora Staccato‟             | Grigoras Dinicu/M. Rijavec | 1:45    |

## Sodelujoči
- Jože Kampič – harmonika
- Mario Rijavec – dirigent
- Simfonični orkester RTV Ljubljana